# A Day at the Races
A Day at the Races — пятый студийный альбом британской рок-группы Queen, выпущенный 10 декабря 1976 года лейблом EMI Records в Великобритании и лейблом Elektra Records в США. Записанный в студиях The Manor, Sarm East и Wessex Sound в Англии, это был первый диск группы, полностью спродюсированный собственными силами, и первый, завершенный без участия продюсера Роя Томаса Бейкера; инженерными обязанностями занимался Майк Стоун. Он является дополнением к предыдущему студийнику Queen A Night at the Opera, названия которого взяты из фильмов братьев Маркс и имеют схожее оформление и эклектичную музыкальную тематику.
Альбом достиг вершин хит-парадов Великобритании, Японии и Нидерландов. Он достиг пятой строчки в американском чарте Billboard Top LPs & Tape и стал третьим альбомом Queen, который стал золотым в США, а затем и платиновым в стране. В 2006 году по результатам опроса слушателей, проведенного BBC Radio 2, A Day at the Races был признан 67-м величайшим альбомом всех времён.

## Об альбоме
Название альбома — «День на скачках» — так же, как и предыдущего, взято из репертуара американских комиков 1930-х годов братьев Маркс.
A Day at the Races сразу же попал под огонь критики. Queen обвиняли в неудачной попытке повторить A Night at the Opera. Альбом получился действительно очень похожим на предыдущий, но это никогда и не скрывалось музыкантами. Мэй говорил, что обе пластинки готовились одновременно, но одна была записана раньше, а другая позже.

## Клипы к альбому
1. «Tie Your Mother Down» — для клипа в виде концертного выступления был использован видеоряд, записанный в «Нассау Колизеум» (США).
2. «Somebody to Love» — видео на любимую песню Фредди представляет собой компиляцию студийных и концертных записей.
3. «Good Old-Fashioned Lover Boy» — клип собран в 1992 году из материала, отснятого в 1977-м. Тем не менее, он вошёл в сборник Greatest Video Hits I вместе с другими, оригинальными клипами.

## Список композиций
| №  | Название                  | Автор(ы)        | Длительность |
| -- | ------------------------- | --------------- | ------------ |
| 1. | «Tie Your Mother Down»    | Брайан Мэй      | 4:47         |
| 2. | «You Take My Breath Away» | Фредди Меркьюри | 5:09         |
| 3. | «Long Away»               | Брайан Мэй      | 3:34         |
| 4. | «The Millionaire Waltz»   | Фредди Меркьюри | 4:55         |
| 5. | «You and I»               | Джон Дикон      | 3:27         |

| №                   | Название                                | Автор(ы)            | Длительность |
| ------------------- | --------------------------------------- | ------------------- | ------------ |
| 1.                  | «Somebody to Love»                      | Фредди Меркьюри     | 4:56         |
| 2.                  | «White Man»                             | Брайан Мэй          | 4:59         |
| 3.                  | «Good Old-Fashioned Lover Boy»          | Фредди Меркьюри     | 2:55         |
| 4.                  | «Drowse»                                | Роджер Тейлор       | 3:43         |
| 5.                  | «Teo Torriatte (Let Us Cling Together)» | Брайан Мэй          | 5:54         |
| Общая длительность: | Общая длительность:                     | Общая длительность: | 44:23        |

| №   | Название                                                  | Длительность |
| --- | --------------------------------------------------------- | ------------ |
| 11. | «Tie Your Mother Down» (1991 Bonus remix by Matt Wallace) | 3:44         |
| 12. | «Somebody to Love» (1991 Bonus remix by Randy Badazz)     | 5:00         |

| №  | Название                                                      | Длительность |
| -- | ------------------------------------------------------------- | ------------ |
| 1. | «Tie Your Mother Down» (backing track mix 2011)               | 3:48         |
| 2. | «Somebody to Love» (live at Milton Keynes, June 1982)         | 7:53         |
| 3. | «You Take My Breath Away» (live in Hyde Park, September 1976) | 3:06         |
| 4. | «Good Old-Fashioned Lover Boy» (Top of the Pops, July 1977)   | 2:51         |
| 5. | «Teo Torriatte (Let Us Cling Together)» (HD mix)              | 4:44         |

| №  | Название                                             | Длительность |
| -- | ---------------------------------------------------- | ------------ |
| 1. | «You Take My Breath Away» (live at Earls Court 1977) |              |
| 2. | «Tie Your Mother Down» (live at Milton Keynes 1982)  |              |
| 3. | «Somebody to Love»                                   |              |

## Участники записи
1. Фредди Меркьюри — ведущий вокал (песни 1, 2, 4-8, 10), бэк-вокал (все песни, кроме 9), хоровой госпел-вокал (песня 6), фортепиано (песни 2, 4-6, 8)
2. Брайан Мэй — электрогитара (все песни), слайд-гитара (песни 1, 9), гитарная оркестровка (песни 1, 4, 10), фисгармония (песни 1 — вступление, 10), фортепиано (песня 10), бэк-вокал (песни 1, 3-8, 10), вокал госпел-хора (песня 6), ведущий вокал (песня 3), акустическая гитара (песня 9)
3. Джон Дикон — бас-гитара (все песни), акустическая гитара (песня 5), бэк-вокал (песня 1)
4. Роджер Тейлор — ударные (все песни, кроме 2), перкуссия (песни 1-3, 8, 10), литавры (песня 9), ритм-электрогитара (песня 9), бэк-вокал (все песни, кроме 2), хоровой госпел-вокал (песня 6), ведущий вокал (песня 9)
5. Майк Стоун — дополнительный вокал в «Good Old-Fashioned Lover Boy»

## Позиции в хит-парадах
| Страна         | Чарты             | Чарты                     | Продажи      | Продажи       |
|                | Наивысшая позиция | Количество недель в чарте | Сертификация | Продано копий |
| -------------- | ----------------- | ------------------------- | ------------ | ------------- |
| Австрия        | 8                 |                           |              |               |
| Великобритания | 1                 | 24                        | Платина      | 750 000       |
| Германия       | 10                |                           | Золото       | 350 000       |
| Нидерланды     | 1                 |                           |              | 100 000       |
| Норвегия       | 3                 |                           |              |               |
| США            | 5                 | 19                        | Платина      | 1 100 000     |
| Швеция         | 8                 |                           |              |               |
| Япония         | 1                 |                           | Золото       | 200 000       |

| Хит-парад (1977)             | Позиция |
| ---------------------------- | ------- |
| Великобритания (Gallup Poll) | 45      |